# قائمة البعثات الدبلوماسية في ماليزيا

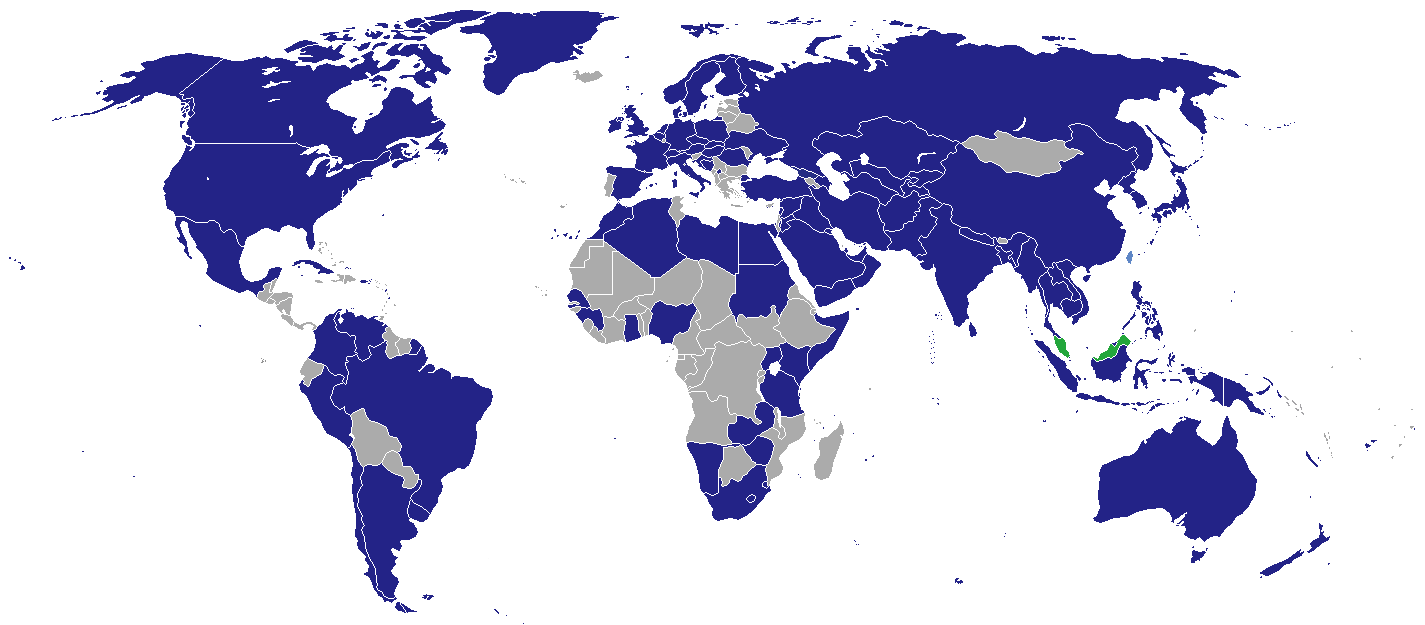
خريطة البعثات الدبلوماسية في ماليزيا

تعرض هذه الصفحة قائمة البعثات الدبلوماسية في ماليزيا. حاليا، توجد في العاصمة كوالالمبور 103 سفارات. دول أخرى عديدة لها سفراء معتمدون في ماليزيا، لكن معظمهم يقيم في عواصم دول أخرى. هذه القائمة تستثني القنصليات الفخرية.

## سفارات
كوالالمبور
| - أفغانستان - الجزائر - الأرجنتين - أستراليا - النمسا - أذربيجان - بنغلاديش - بلجيكا - البوسنة والهرسك - البرازيل - بروناي - كمبوديا - كندا - تشيلي - الصين - كولومبيا - كرواتيا - كوبا - جمهورية التشيك - الدنمارك - الإكوادور - مصر - فيجي - فنلندا - فرنسا - غامبيا | - جورجيا - ألمانيا - غانا - غينيا - الفاتيكان - المجر - الهند - إندونيسيا - إيران - العراق - أيرلندا - إيطاليا - اليابان - الأردن - كازاخستان - كينيا - الكويت - قرغيزستان - لاوس - لبنان - ليسوتو - ليبيا - جزر المالديف - موريشيوس - المكسيك - المغرب | - ميانمار - ناميبيا - نيبال - هولندا - نيوزيلندا - نيجيريا - كوريا الشمالية1 - النرويج - عُمان - باكستان - فلسطين - بابوا غينيا الجديدة - بيرو - الفلبين - بولندا - قطر - رومانيا - روسيا - السعودية - السنغال - سنغافورة - جزر سليمان - الصومال - جنوب إفريقيا - كوريا الجنوبية - إسبانيا | - سريلانكا - السودان - إسواتيني - السويد - سويسرا - سوريا - طاجيكستان - تنزانيا - تايلاند - تيمور الشرقية - تركيا - تركمانستان - أوغندا - أوكرانيا - الإمارات العربية المتحدة - المملكة المتحدة - الولايات المتحدة - الأوروغواي - أوزبكستان - فنزويلا - فيتنام - اليمن - زامبيا - زيمبابوي |

ملاحظة
1. ^ حاليا مغلقة بعد حادث اغتيال كم جونغ نام.[1]

## مكاتب تمثيلية
- تايوان (بعثة)
- الاتحاد الأوروبي (مفوضية)

## قنصليات وقنصليات عامة
| الدولة    | الموقع        | المحيط                  |
| --------- | ------------- | ----------------------- |
| بروناي    | كوتا كينابالو | صباح                    |
| بروناي    | كوتشينغ       | سراوق                   |
| الصين     | جورج تاون     | بينانق، قدح، برليس      |
| الصين     | كوتا كينابالو | صباح                    |
| الصين     | كوتشينغ       | سراوق                   |
| إندونيسيا | جورج تاون     | بينانق، قدح، برليس      |
| إندونيسيا | جوهر بهرو     | جوهر، ملقا، نكري سمبيلن |
| إندونيسيا | كوتا كينابالو | الغربية صباح            |
| إندونيسيا | كوتشينغ       | سراوق                   |
| إندونيسيا | تاواو         | الشرقية صباح            |
| اليابان   | جورج تاون     | بينانق، قدح، برليس      |
| اليابان   | كوتا كينابالو | صباح                    |
| سنغافورة  | جوهر بهرو     | جوهر، ملقا، نكري سمبيلن |
| تايلاند   | جورج تاون     | بينانق، قدح، برليس      |
| تايلاند   | كوتا بهارو    | كلنتن                   |

## سفارات غير مقيمة

### مقیم فيجاكرتا
- بيلاروس
- بلغاريا
- كرواتيا
- الإكوادور
- إثيوبيا
- اليونان
- موزمبيق
- صربيا
- سلوفاكيا
- جزر سليمان
- سورينام
- تونس

### مقیم فيبكين
- ألبانيا
- جزر البهاما
- بوتسوانا
- جمهورية إفريقيا الوسطى
- الرأس الأخضر
- جزر القمر
- تشاد
- غرينادا
- غينيا بيساو
- سيراليون
- ساو تومي وبرينسيب

### مقیم فيدلهي الجديد
- أرمينيا
- أنغولا
- بوركينا فاسو
- قبرص
- جمهورية الكونغو
- جمهورية الكونغو الديمقراطية
- إرتريا
- غيانا
- آيسلندا
- مالاوي
- باراغواي
- جنوب السودان

### مقیم فيطوكيو
- بليز
- بوليفيا
- بنين
- ساحل العاج
- جيبوتي
- ولايات ميكرونيسيا المتحدة
- غواتيمالا
- هندوراس
- جامايكا
- ليتوانيا
- ليبيريا
- مالي
- موريتانيا
- نيكاراغوا
- توغو

### مقیم في المدائن الآخرى
- كوستاريكا (سيول)
- إستونيا (تالين)
- هايتي (هانوي)
- لاتفيا (ريغا)
- لوكسمبورغ (بانكوك)
- منغوليا (بانكوك)
- البرتغال (بانكوك)
- بنما (بانكوك)
- سان مارينو (سان مارينو)
- سيشل (فيكتوريا)
- تونغا (كانبيرا)
- توفالو (سوفا)
- فانواتو (بورت فيلا)

## سفارات سابقة
- ألبانيا
- الإكوادور
- سلوفاكيا
- جزر سليمان

## وصلات خارجية
- وزارة الشؤون الخارجية الماليزية
- القائمة الدبلوماسية في كوالالمبور نسخة محفوظة 2 سبتمبر 2016 على موقع واي باك مشين.